# Cyprinella chloristia
Cyprinella chloristia är en fiskart som först beskrevs av David Starr Jordan och Alembert Winthrop Brayton, 1878. Cyprinella chloristia ingår i släktet Cyprinella och familjen karpfiskar. Inga underarter finns listade i Catalogue of Life.